# Glenea licenti
Glenea licenti är en skalbaggsart som beskrevs av Maurice Pic 1939. Glenea licenti ingår i släktet Glenea och familjen långhorningar. Inga underarter finns listade i Catalogue of Life.